# Andrenosoma sarcophaga
Andrenosoma sarcophaga är en tvåvingeart som först beskrevs av Hermann 1912.  Andrenosoma sarcophaga ingår i släktet Andrenosoma och familjen rovflugor.
Artens utbredningsområde är Peru. Inga underarter finns listade i Catalogue of Life.